# Polska na Mistrzostwach Europy w Lekkoatletyce 2002
Polska na Mistrzostwach Europy w Lekkoatletyce 2002 – reprezentacja Polski podczas zawodów liczyła 55 zawodników, którzy zdobyli siedem medali, w tym jeden złoty.

## Rezultaty

### Mężczyźni
- bieg na 100 metrów
  - Piotr Balcerzak odpadł w ćwierćfinale
  - Ryszard Pilarczyk odpadł w eliminacjach
- bieg na 200 metrów
  - Marcin Jędrusiński zajął 5. miejsce
  - Marcin Urbaś nie ukończył biegu finałowego
- bieg na 400 metrów
  - Marek Plawgo zajął 4. miejsce
  - Piotr Rysiukiewicz odpadł w półfinale
- bieg na 800 metrów
  - Paweł Czapiewski zajął 4. miejsce
  - Grzegorz Krzosek odpadł w półfinale
- maraton
  - Piotr Gładki zajął 17. miejsce
- bieg na 110 metrów przez płotki
  - Artur Kohutek zajął 3. miejsce
- bieg na 400 metrów przez płotki
  - Paweł Januszewski zajął 3. miejsce
- bieg na 3000 metrów z przeszkodami
  - Rafał Wójcik zajął 8. miejsce
  - Jakub Czaja odpadł w eliminacjach
- sztafeta 4 × 100 metrów
  - Ryszard Pilarczyk, Łukasz Chyła, Marcin Nowak, Marcin Urbaś oraz Piotr Balcerzak (półfinał) zajęli 2. miejsce
- sztafeta 4 × 400 metrów
  - Marcin Marciniszyn, Marek Plawgo, Piotr Rysiukiewicz, Robert Maćkowiak oraz Artur Gąsiewski (półfinał) nie ukończyli finału (dyskwalifikacja)
- chód na 20 kilometrów
  - Roman Magdziarczyk zajął 14. miejsce
  - Benjamin Kuciński zajął 15. miejsce
- chód na 50 kilometrów
  - Robert Korzeniowski zajął 1. miejsce
  - Grzegorz Sudoł zajął 10. miejsce
  - Tomasz Lipiec nie ukończył (dyskwalifikacja)
- skok wzwyż
  - Aleksander Waleriańczyk zajął 13.-14. miejsce
  - Grzegorz Sposób nie wystąpił w finale
- trójskok
  - Jacek Kazimierowski odpadł w kwalifikacjach
- rzut dyskiem
  - Olgierd Stański odpadł w kwalifikacjach
- rzut młotem
  - Maciej Pałyszko odpadł w kwalifikacjach
  - Szymon Ziółkowski odpadł w kwalifikacjach
- rzut oszczepem
  - Dariusz Trafas zajął 7. miejsce
  - Rajmund Kółko odpadł w kwalifikacjach
- dziesięciobój
  - Krzysztof Andrzejak nie ukończył

### Kobiety
- bieg na 100 metrów
  - Beata Szkudlarz odpadła w eliminacjach
- bieg na 200 metrów
  - Zuzanna Radecka odpadła w eliminacjach
- bieg na 400 metrów
  - Grażyna Prokopek zajęła 4. miejsce
- bieg na 1500 metrów
  - Lidia Chojecka zajęła 9. miejsce
- bieg na 100 metrów przez płotki
  - Aneta Sosnowska odpadła w półfinale
  - Aurelia Trywiańska odpadła w półfinale
  - Justyna Oleksy odpadła w eliminacjach
- bieg na 400 metrów przez płotki
  - Anna Olichwierczuk zajęła 3. miejsce
  - Małgorzata Pskit zajęła 6. miejsce
- sztafeta 4 × 100 metrów
  - Beata Szkudlarz, Daria Onyśko, Agnieszka Rysiukiewicz, Dorota Dydo oraz Zuzanna Radecka (półfinał) zajęły 7. miejsce
- sztafeta 4 × 400 metrów
  - Zuzanna Radecka, Grażyna Prokopek, Małgorzata Pskit, Anna Olichwierczuk oraz Justyna Karolkiewicz (półfinał) zajęły 3. miejsce
- skok w dal
  - Liliana Zagacka zajęła 9. miejsce
- trójskok
  - Liliana Zagacka odpadła w kwalifikacjach
- skok wzwyż
  - Anna Ksok zajęła 5.-6. miejsce
- skok o tyczce
  - Anna Rogowska zajęła 7.-8. miejsce
  - Monika Pyrek odpadła w kwalifikacjach
- pchnięcie kulą
  - Krystyna Zabawska zajęła 7. miejsce
- rzut dyskiem
  - Marzena Wysocka zajęła 5. miejsce
  - Joanna Wiśniewska zajęła 9. miejsce
- rzut młotem
  - Kamila Skolimowska zajęła 2. miejsce
  - Agnieszka Pogroszewska odpadła w kwalifikacjach
- siedmiobój
  - Magdalena Szczepańska zajęła 10. miejsce